# Marie (mère de Jésus)
Cet article traite de Marie (mère de Jésus) dans les textes religieux. Pour Marie dans les dogmes chrétiens, voir Mariologie et Théotokos. Pour les pratiques de vénération, voir Culte marial. Pour un angle de vue spécifiquement musulman, voir Maryam (mère de Îsâ).
Pour les articles homonymes, voir Marie et Bonne Mère.
Marie (en araméen ܡܪܝܡ, Maryam ; en hébreu מרים, Myriam ; en grec Μαρία, María ou Μαριάμ, Mariám ; en arabe مريم, Maryam) ou Marie de Nazareth est une femme juive de la province romaine de Judée et la mère de Jésus de Nazareth. Elle est une figure essentielle du christianisme, en particulier pour les orthodoxes et les catholiques, qui lui attribuent le titre de « Mère de Dieu » et la désignent par les dénominations « Sainte Marie », « Vierge Marie », « Sainte Vierge »,  « Notre-Dame », « Bonne Dame », « Bonne Mère » et « Sainte Mère ».
Comme pour son fils Jésus, l'historicité de Marie est difficilement accessible. Une grande partie des traditions se trouve dans la littérature apocryphe, qui développe souvent des thèmes présents dans les textes canoniques du Nouveau Testament.
Dans les Églises catholique et orthodoxe, Marie est l'objet d'une vénération supérieure à celle rendue aux saints et aux anges, ce qui est un point de divergence important avec le protestantisme. Cette dévotion mariale s'est manifestée depuis les origines par de nombreuses représentations de Marie dans l'iconographie chrétienne, la célébration de plusieurs fêtes mariales dans le calendrier liturgique, et la construction de sanctuaires et d’édifices qui lui sont dédiés.

## La vie de Marie dans les sources anciennes

### Sources relatives à Marie

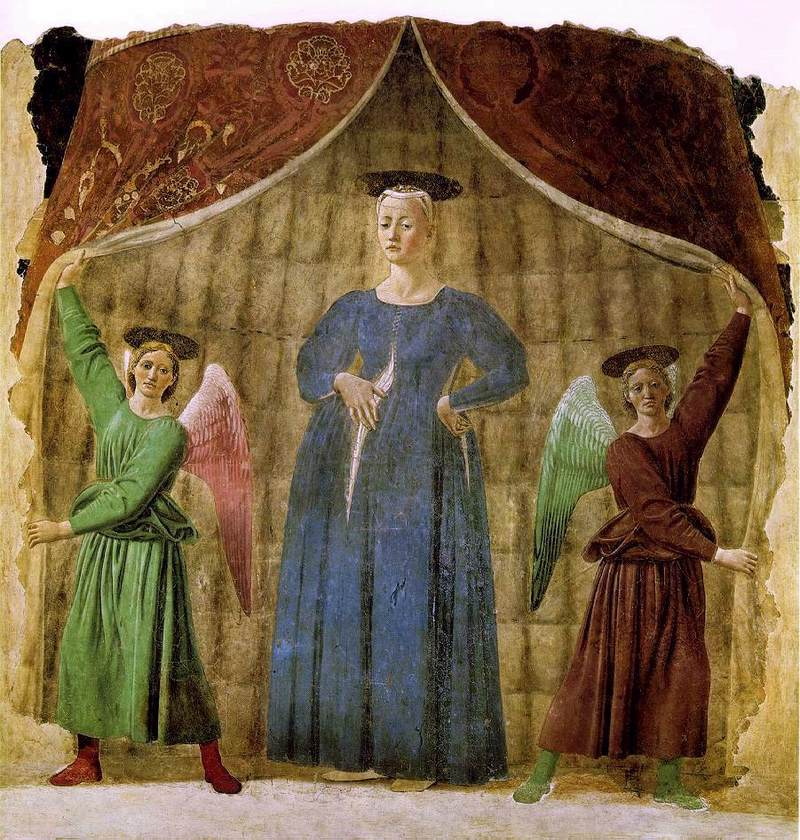
Madonna del Parto, fresque de Piero della Francesca, vers 1459. La Vierge enceinte est un thème peu fréquent dans l'iconographie chrétienne.

Marie est citée plusieurs fois dans le Nouveau Testament. Dans les évangiles synoptiques et les Actes des Apôtres, elle est appelée « Marie », tandis que l'Évangile selon Jean la mentionne comme la « mère de Jésus » sans lui donner de nom.
À partir du IIe siècle, le personnage de Marie est développé par les auteurs de nombreux textes apocryphes, notamment le Protévangile de Jacques. Au fil des siècles, la figure de Marie est devenue de plus en plus complexe et importante, aussi bien dans les dogmes chrétiens que dans la piété populaire, tout comme dans l'art et la littérature.

### Nouveau Testament

#### Épîtres
Les épîtres de Paul, écrites vers l'an 50, sont les textes les plus anciens du Nouveau Testament. Elles n'indiquent nulle part le nom de la mère de Jésus. Une seule occurrence, dans l'épître aux Galates, mentionne simplement que Jésus est « né d'une femme », sans autre précision, et cette naissance ne présente apparemment rien de particulier, elle est ici celle qui assure l'insertion du Sauveur dans la race humaine. Dans le reste du corpus paulinien et les autres lettres du Nouveau Testament (les épîtres catholiques), Marie n'est pas évoquée.

#### Marc
Dans l'Évangile selon Marc, rédigé vers l'an 70 à 75 Marie est nommée par référence à son fils : « Celui-là, n'est-il pas le charpentier, fils de Marie ? ».

#### Matthieu et Luc-Actes
Les Évangiles selon Matthieu et selon Luc, ainsi que les Actes des Apôtres, tous écrits une quinzaine d'années après celui de Marc, soit vers 80-85, sont beaucoup plus explicites au sujet de Marie.
Ces évangiles, qui sont les seuls à aborder les origines et l'enfance de Jésus, mentionnent Marie dès leur premier chapitre. Marie est présentée par Luc comme « une jeune fille vierge » vivant à Nazareth, en Galilée, accordée en mariage à Joseph. Matthieu introduit directement Marie comme l'épouse de Joseph et celle par qui Jésus a été engendré.

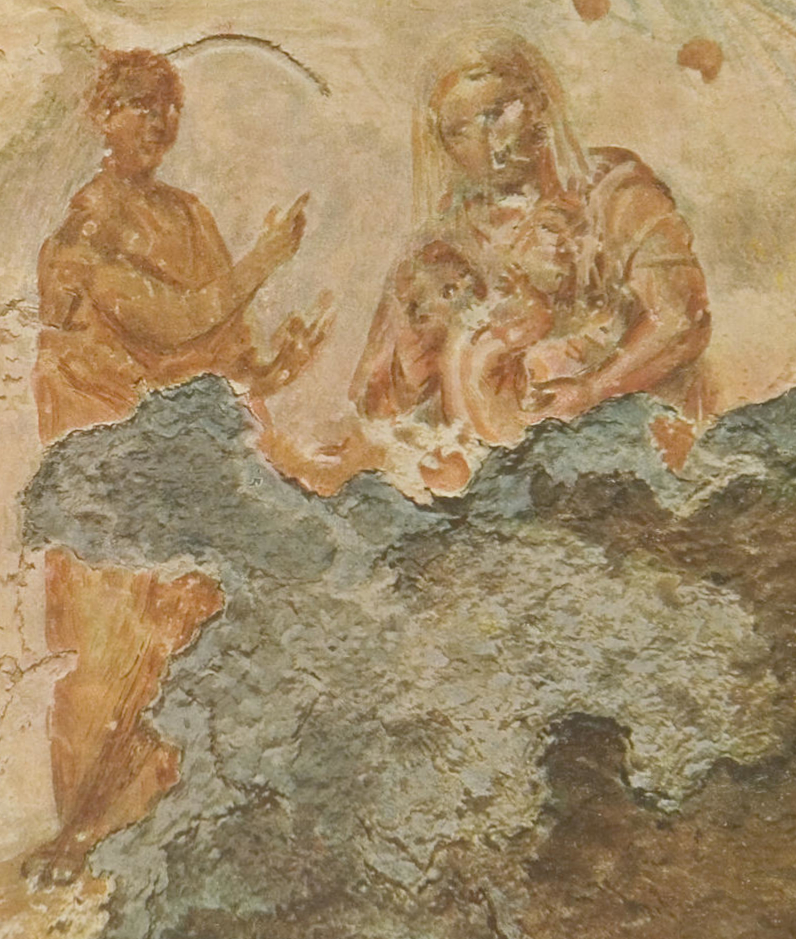
La plus ancienne fresque représentant Marie, catacombe de Priscille, IIe siècle.

Les deux évangélistes relatent les circonstances de la conception de Jésus. Ils indiquent que Marie a été accordée en mariage à Joseph, puis qu'elle a été enceinte par l'action de l'Esprit Saint, sans union avec un homme. Luc, qui n'en a pas été témoin, fait le récit de l'Annonciation par laquelle l'archange Gabriel annonce à Marie qu'elle va concevoir Jésus ; l'évangile selon Matthieu relate, lui, un songe par lequel Joseph est informé de la conception divine de Jésus, ce qui met fin à ses soupçons d'infidélité,.
La suite de l'évangile selon Luc fait le récit de la Visitation : Marie se rend auprès de sa cousine Élisabeth, enceinte de six mois, et exprime sa joie par le Magnificat. Elle reste auprès d'elle environ trois mois, puis rentre chez elle. Luc décrit ensuite les circonstances de la naissance de Jésus : Marie et Joseph doivent se rendre à Bethléem pour s'y faire recenser, et c'est là que Marie accouche de Jésus. Lors de la présentation de Jésus au Temple, Syméon prophétise que Marie éprouvera une grande douleur.
L'évangile selon Matthieu, qui cite la naissance de Jésus à Bethléem sans plus de détails, mentionne la présence de Marie lors des épisodes de l'adoration des mages, de la fuite en Égypte, du retour en terre d'Israël et de l'installation à Nazareth.
Plus tard se produit l'épisode de la disparition de Jésus à l'âge de douze ans, lors du pèlerinage annuel de ses parents au Temple de Jérusalem, relaté par Luc : alors que ses parents repartaient pour Nazareth en pensant que Jésus se trouvait avec eux, celui-ci était en fait resté dans le temple pour discuter avec des érudits de la Torah, à la grande inquiétude de Marie.
Marie est peu mentionnée dans la suite des deux évangiles, consacrée à la prédication de Jésus. Les Actes des Apôtres, qui relatent les temps de l'église après la résurrection de Jésus, indiquent que Marie est présente avec les disciples à la Pentecôte.

#### Jean
Dans l'Évangile selon Jean, la présence de Marie est mentionnée dans deux scènes : les noces de Cana et la crucifixion. Elle n'est jamais mentionnée par son nom. Elle est simplement désignée par le titre de « mère de Jésus », et Jésus s'adresse à elle en l'appelant « femme ».
Dans le récit de la célébration des noces de Cana, elle tient un rôle essentiel puisque c'est elle qui signale à son fils qu'il n'y a plus de vin, le poussant à accomplir un de ses premiers miracles en changeant de l'eau en vin.
Dans la scène de la crucifixion à Jérusalem, Jean signale la présence de la mère de Jésus près de la croix et rapporte les paroles que celui-ci adresse à sa mère et au disciple qu'il aimait :

« Jésus, voyant sa mère, et près d'elle le disciple qu'il aimait, dit à sa mère : « Femme, voici ton fils. » Puis il dit au disciple : « Voici ta mère. » Et à partir de cette heure-là, le disciple la prit chez lui. »

— Évangile selon Jean 19, 26-27

### Textes apocryphes

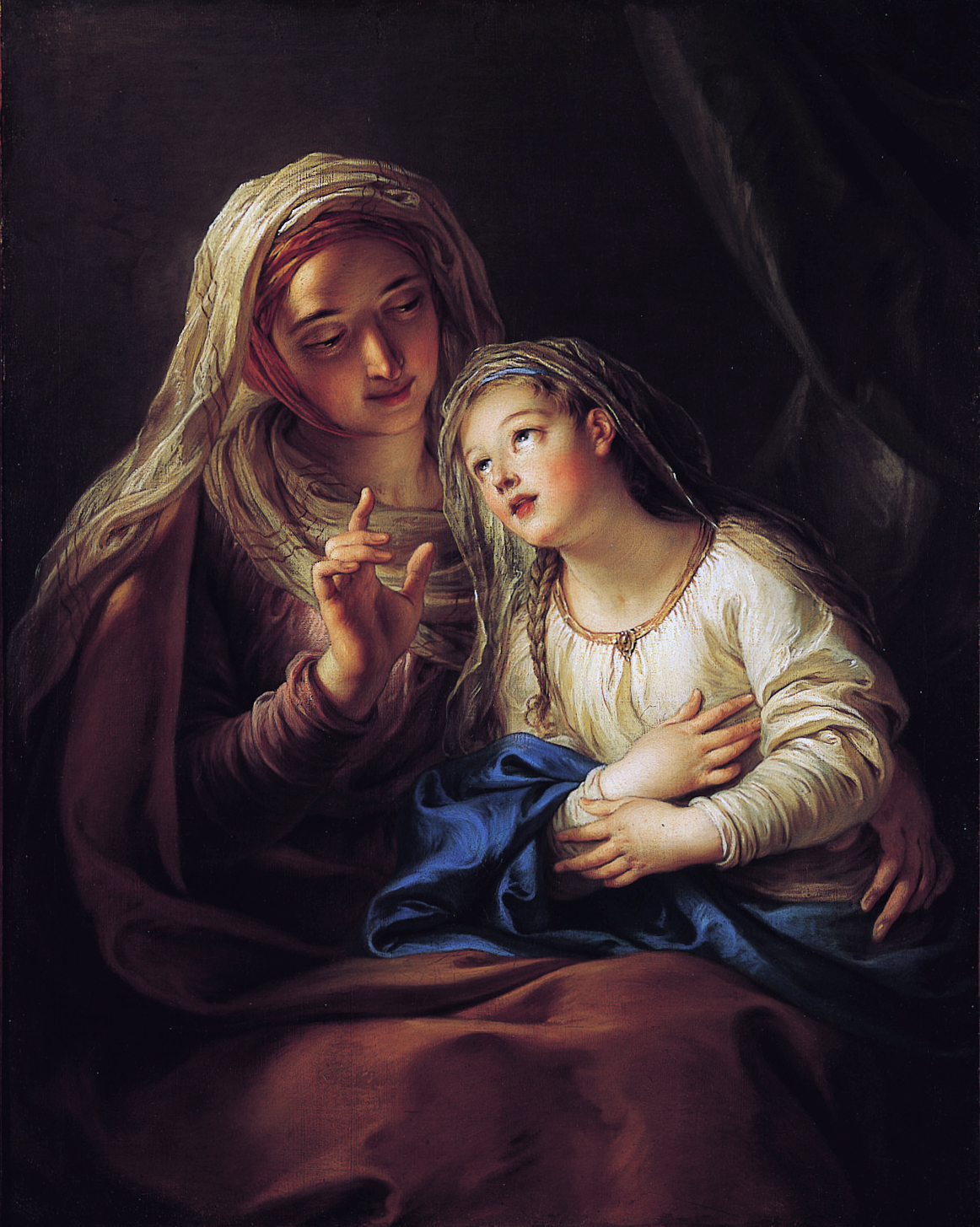
L'éducation de La Vierge Marie, par Charles Antoine Coypel (1735-1737).

Marie est l'objet de nombreux développements dans les textes apocryphes à partir du IIe siècle. C'est de là que viennent la plupart des traditions qui la concernent.
Les apocryphes mentionnent notamment le nom de ses parents, Anne et Joachim, sa nativité, son adolescence, sa vie à Éphèse, sa Dormition et son Assomption. Bien que ces textes n'appartiennent pas au canon biblique, certaines fêtes liturgiques des calendriers catholique et orthodoxe se rapportent directement à ces traditions. Les églises sont pleines d'œuvres représentant des épisodes de la vie de Marie tirés des apocryphes, notamment du Protévangile de Jacques, de La Nativité de Marie et de La Dormition de Marie.
Si la plupart des apocryphes sont plus tardifs que le Nouveau Testament, certains d'entre eux, qui concernent Marie, semblent antérieurs aux récits de la naissance de Jésus dans les Évangiles selon Matthieu et selon Luc. Enrico Norelli observe que l'étude de ces récits renseigne sur la place de Marie dans le christianisme ancien et permet de comprendre pourquoi les traditions sur Marie n'ont pas été intégrées dans les écrits canoniques, alors même que Marie continuait d'occuper une place importante dans les prédications et la tradition chrétiennes.
Sont prêtées à la Marie du Ier siècle des pratiques qui correspondaient en réalité aux traditions monastiques en vigueur au Moyen Âge, dans une réécriture du Protévangile de Jacques (apocryphe du IIe siècle), effectuée au VIIe siècle et, connue sous le nom d'Évangile du Pseudo-Matthieu. Dans ce texte tardif, Marie « préside une véritable communauté monastique de jeunes filles, idée absurde pour le judaïsme, mais qui convenait parfaitement à l'esprit de l'époque mérovingienne ».
Dans un apocryphe du IIe siècle, l'Ascension d'Isaïe, Marie n'a pas accouché de Jésus : elle « regarda soudain de ses yeux et vit un petit enfant, et elle fut effrayée ». Selon une homélie du IVe siècle, Marie n'est pas une femme : elle est l'archange Michel. Selon l'Épître des apôtres, un apocryphe du IIe siècle, Marie n'est pas enceinte par l'opération du Saint-Esprit, car l'archange Gabriel n'est autre que Jésus lui-même, qui entre alors en elle.
Une tradition syrienne jacobite datant au plus tôt du IXe siècle raconte que Marie fut emmenée près d'Éphèse par Jean l'Évangéliste après la Crucifixion pour fuir la persécution à Jérusalem. Marie est supposée y avoir terminé sa vie terrestre, dans la « maison de la Vierge Marie ». Cette tradition vise probablement à légitimer le siège épiscopal d'Éphèse.
Elle est ensuite ramenée miraculeusement à Jérusalem pour être enterrée dans le jardin de Gethsemani, ce qui a engendré la tradition du sépulcre de Marie : l'église bâtie à cet emplacement sous le règne de Constantin passe également pour être la maison de la Vierge, ce qui explique que cette tradition, concurrente de la « maison de la Vierge Marie » à Éphèse et de l'abbaye de la Dormition de Jérusalem, y fixe aussi la tombe de ses parents Anne et Joachim. Toutefois, on ne sait pas où se trouvait ce jardin de Gethsemani. Plusieurs textes apocryphes indiquent que ce jardin se trouvait près du lieu où Jésus a été crucifié. Or il y a une distance importante entre le Golgotha et le lieu appelé Gethsemani depuis le IVe siècle et qui se trouve de l'autre côté de la vallée du Cedron.
De nombreux apocryphes affirment que le corps de Marie « n'est pas resté dans le tombeau » et se trouve « au ciel ». Mais les textes divergent quant à savoir si ce corps a été réuni à l'âme, et si oui, où et quand cela s'est produit ».

## Marie dans les Églises chrétiennes

### Catholicisme et orthodoxie

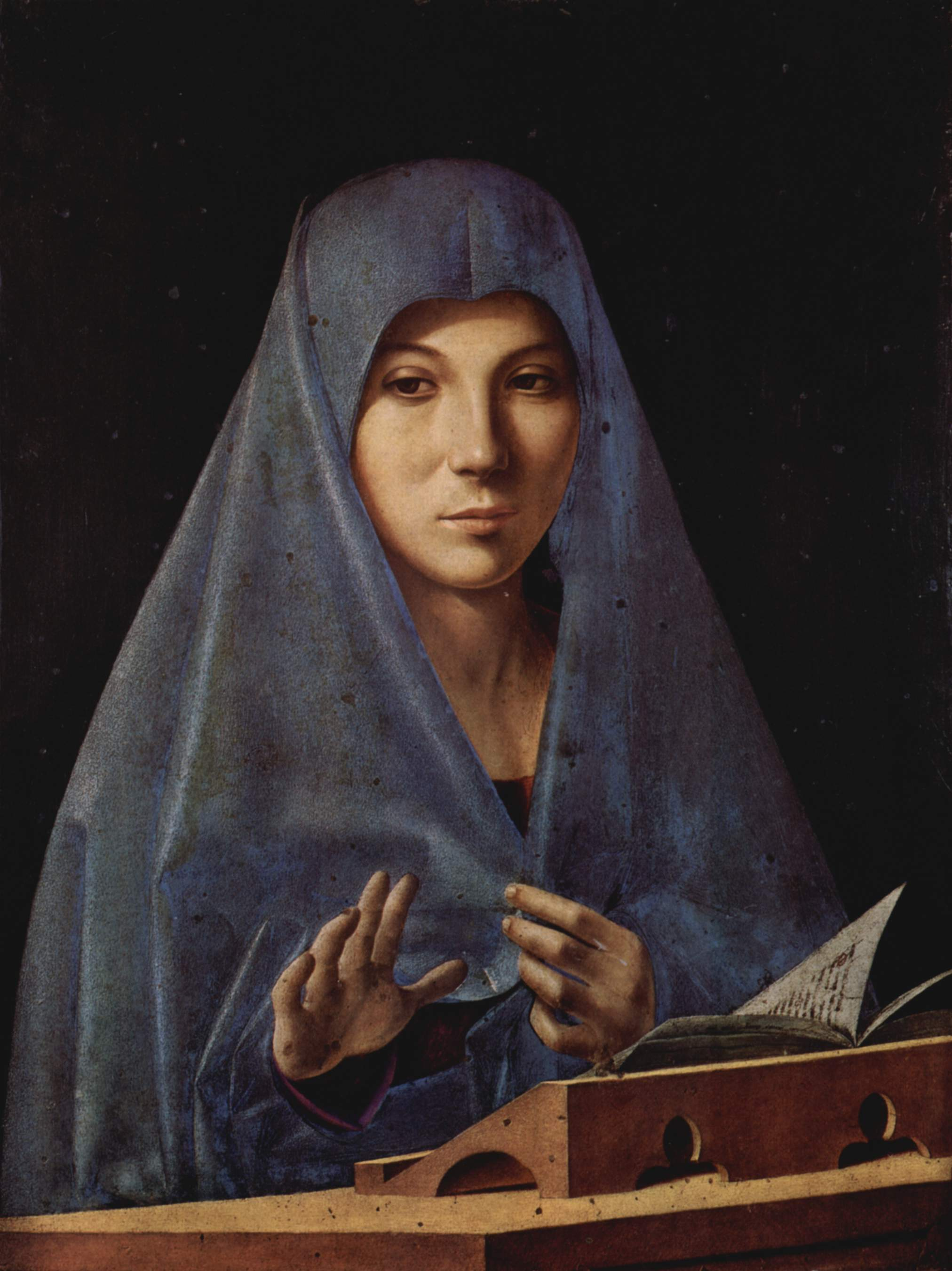
La Vierge de l'Annonciation, par Antonello de Messine, palais Abatellis, Palerme.

#### La vénération de Marie
Les Églises catholique et orthodoxe accordent une place essentielle à Marie, qu'elles appellent « Marie de Nazareth »,, « Sainte Vierge », « Vierge Marie », « Notre-Dame » (plus souvent chez les catholiques) ou « Mère de Dieu ».
L'Église catholique voue un culte particulier à Marie, le culte d'hyperdulie, supérieur au culte rendu aux saints et aux anges. Cette vénération est différente de l'adoration, due à Dieu seul. Au quatrième siècle, Épiphane de Salamine écrivit contre ceux qui vénéraient Marie comme une déesse: "Bien que Marie soit pleine de grâce, sainte et digne de vénération, elle ne mérite pas pour autant l'adoration".

#### Les dogmes mariaux
Les deux premiers dogmes mariaux sont communs aux différentes confessions chrétiennes : Marie est déclarée Théotokos (« Mère de Dieu ») par le concile d'Éphèse (431) et sa virginité perpétuelle est officialisée par le deuxième concile de Constantinople (553).
À l'époque moderne, l'Église catholique ajoute les dogmes de l'Immaculée conception et de l'Assomption. En 1477, le pape Sixte IV invite à rendre grâce pour l'admirable conception de la Vierge immaculée. En 1854, Pie IX proclame l'Immaculée Conception, un dogme affirmant que la Vierge Marie était libre du péché originel dès le moment de sa conception.
En 1169, le pape Alexandre III enseigne que le corps de sainte  Marie est demeuré incorruptible après sa mort. Le pape Pie XII proclame en 1950 le dogme de l'Assomption, qui affirme que la Vierge Marie, après avoir achevé le cours de sa vie terrestre, fut élevée corps et âme à la gloire céleste,.
Les deux dogmes catholiques de l'Immaculée conception et de l'Assomption sont ignorés par le christianisme oriental et rejetés par la Réforme protestante. Pour l'Église orthodoxe, sainte Marie, également très vénérée, a été enfantée dans le péché originel comme tout être humain, et, si elle est « immaculée », c'est par son adhésion à la volonté de Dieu, par sa pureté intérieure et par le fait qu'elle n'a jamais péché.

#### Le débat sur «Marie corédemptrice»
Dans la première moitié du XXe siècle, un courant s'est formé au sein du catholicisme traditionaliste pour demander un cinquième dogme, qui aurait déclaré Marie « corédemptrice » au côté de Jésus-Christ, l'unique rédempteur pour les chrétiens.
Ce titre controversé s'inscrit dans une tradition populaire qui qualifie Marie de redemptrix à partir du Xe siècle : il s'agit là d'un transfert de titres initialement attribués à l’Église et au Saint-Esprit. Au XVe siècle, des théologiens franciscains parlent de « Marie corédemprice » et se heurtent à l'opposition des Dominicains,. Par la suite, le terme se fait rare dans les textes du magistère romain.
Le concept ne réapparaît qu'à la fin du XIXe siècle, avec une mention par Léon XIII dans une encyclique de 1894 sur le rosaire, mais surtout avec plusieurs déclarations de Pie X, selon lequel Marie participe au pouvoir rédempteur du Christ. L'expression « Marie corédemptrice » est utilisée par deux de ses successeurs. Pie XI s'exprime ainsi en 1935 : « Ô Mère aimante et miséricordieuse […], vous vous êtes tenue debout près de Lui, souffrant avec Lui comme Corédemptrice,... » De même, Pie XII emploie une fois ce mot.
Le concile Vatican II aborde les questions mariologiques dans la constitution Lumen Gentium. Or Marie demeure parfois à cette époque l'objet de dévotions héritées des croyances du Moyen Âge,. Bernard Sesboüé précise que les pères conciliaires ont donc « exprimé un refus net de continuer dans cette voie, qui ne correspond ni à la nature ni à la visée des définitions dogmatiques ». Le concile met fin au débat en rappelant que Jésus-Christ est l'unique rédempteur et que Marie ne saurait être « corédemptrice ».
Toutefois, plusieurs années après le concile, le débat se poursuit sous forme de requêtes individuelles et de pétitions en ligne adressées au Vatican,. Celui-ci, en 1996, réunit à cet effet une commission de quinze théologiens. Cette commission décide à l'unanimité de confirmer la position de Vatican II,. L'Académie pontificale mariale internationale reprend ensuite à son compte les termes de la commission,. Le cardinal Joseph Ratzinger, alors préfet de la Congrégation pour la doctrine de la foi, développe ce point en 2001 : « Le concept de corédemptrice s'écarte aussi bien de l'Écriture que des écrits patristiques. […] Tout vient [du Christ], comme le soulignent les Épîtres aux Éphésiens et aux Colossiens. Marie aussi est tout ce qu'elle est par lui. Le terme de corédemptrice obscurcirait cette donnée originelle. » Pour sa part, le pape François rappelle fermement que Marie ne saurait être considérée comme « corédemptrice » et ne s'est jamais présentée comme telle,.

#### La Dormition et l'Assomption
En 374, Épiphane de Salamine écrivit que l'on ne savait si Marie était morte ni si elle avait été ensevelie. Plus tard, Théotecnè de Livias (mort vers 600) et Modeste de Jérusalem (mort vers 630) ont cherché à étudier le mystère de l'élévation de Marie au ciel en le mettant en rapport avec les dogmes mariaux déjà reconnus. Ils inaugurèrent la formule sumpta quia immaculata (montée au ciel parce que immaculée).
Par ailleurs, Germain de Constantinople (mort en 733), André de Crète (mort en 740) et Jean Damascène (mort en 749) ont approfondi la foi en l'élévation corporelle au ciel de Marie.
Pour les orthodoxes comme pour les catholiques, Marie est restée toute sa vie sans jamais pécher, de sa naissance à son « endormissement » dans la mort. Les orthodoxes parlent de Dormition et non de mort, tandis que les catholiques évoquent son Assomption.
L'Assomption est un dogme catholique selon lequel, au terme de sa vie terrestre, Marie a été « enlevée corps et âme » au ciel. Le 1er novembre 1950, ce point de foi, en réalité fort ancien dans la mémoire de l'Église, est finalement défini sous forme de dogme par la constitution apostolique Munificentissimus Deus du pape Pie XII, sous le sceau de l'infaillibilité pontificale. Les catholiques fêtent l'Assomption le 15 août.
Les orthodoxes emploient le terme de Dormition depuis le Ve siècle. Ce dogme signifie que la Vierge, morte sans souffrir, est vivante dans un état de paix spirituelle. Ils critiquent le nom d'Assomption, qui entretient l'ambiguïté en laissant croire que la Vierge a été enlevée au Ciel de son vivant.
La fête de la Dormition, le 15 août, se présente comme une célébration de la vie éternelle : « Tu es passée à la Vie, toi qui es la mère de la Vie ».

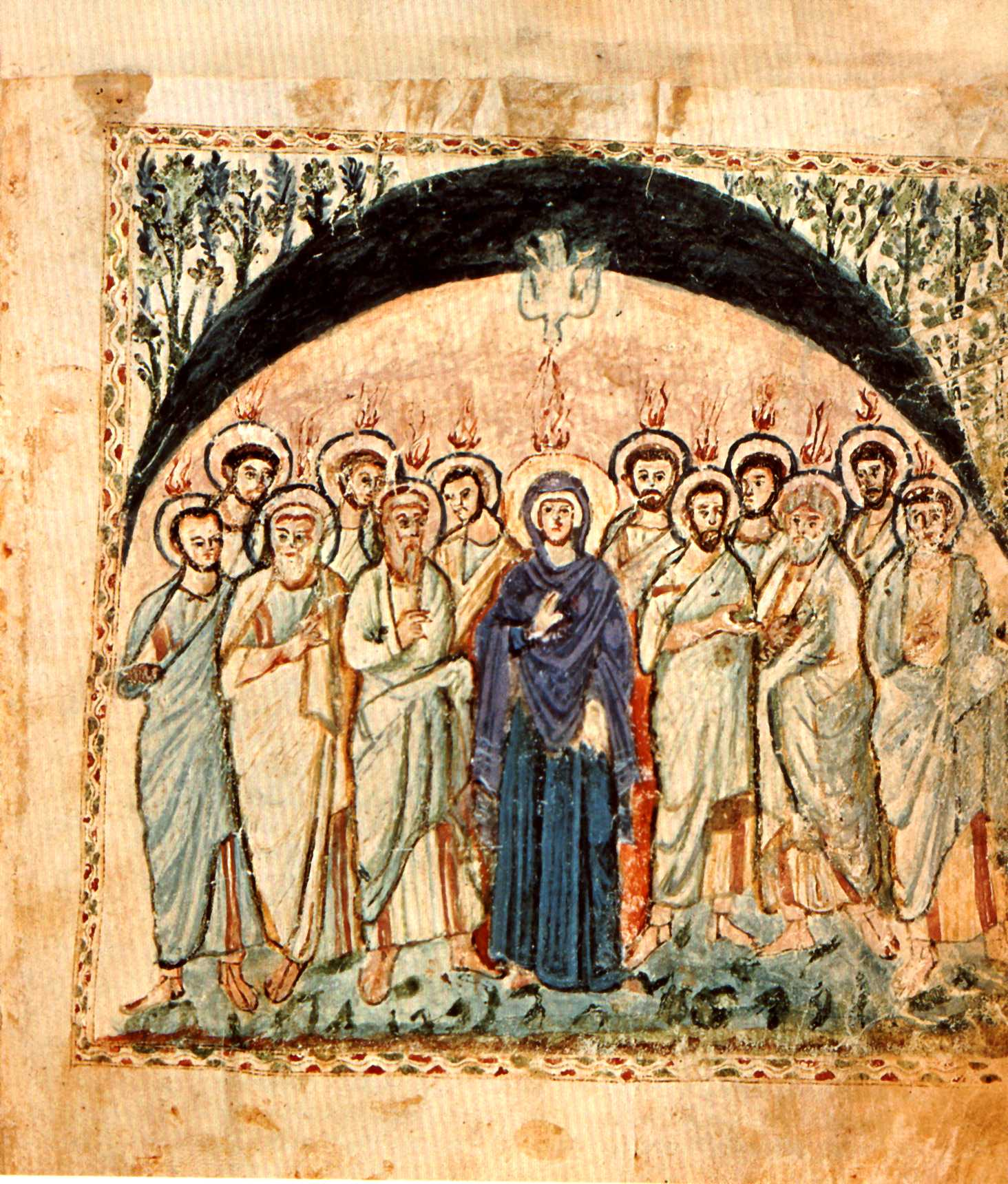
Marie et les apôtres pendant la Pentecôte, miniature des Évangiles de Rabula, VIe siècle.
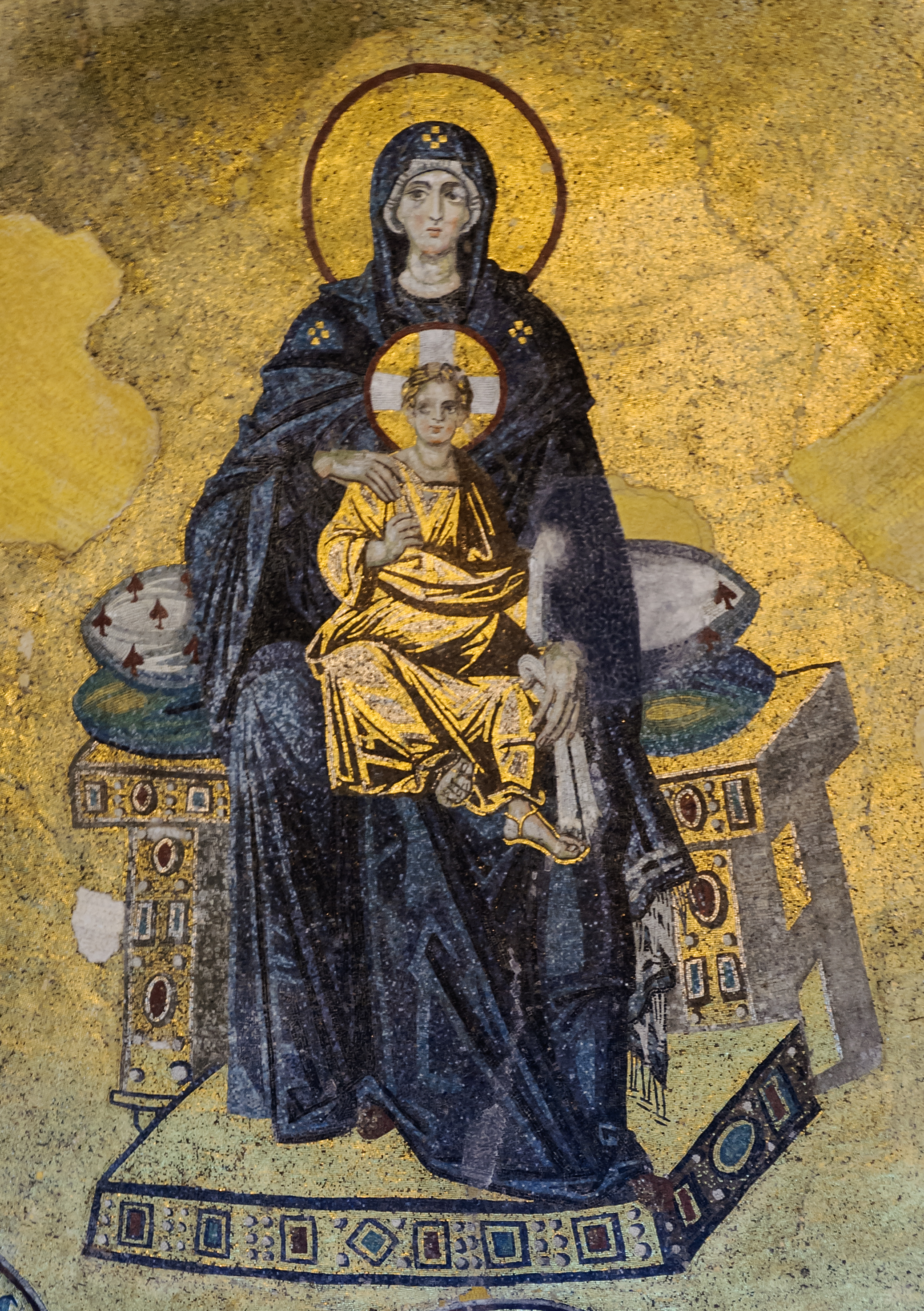
La Théotokos à l'enfant Jésus en majesté, mosaïque de l'abside (IXe siècle), ancienne basilique Sainte-Sophie de Constantinople.
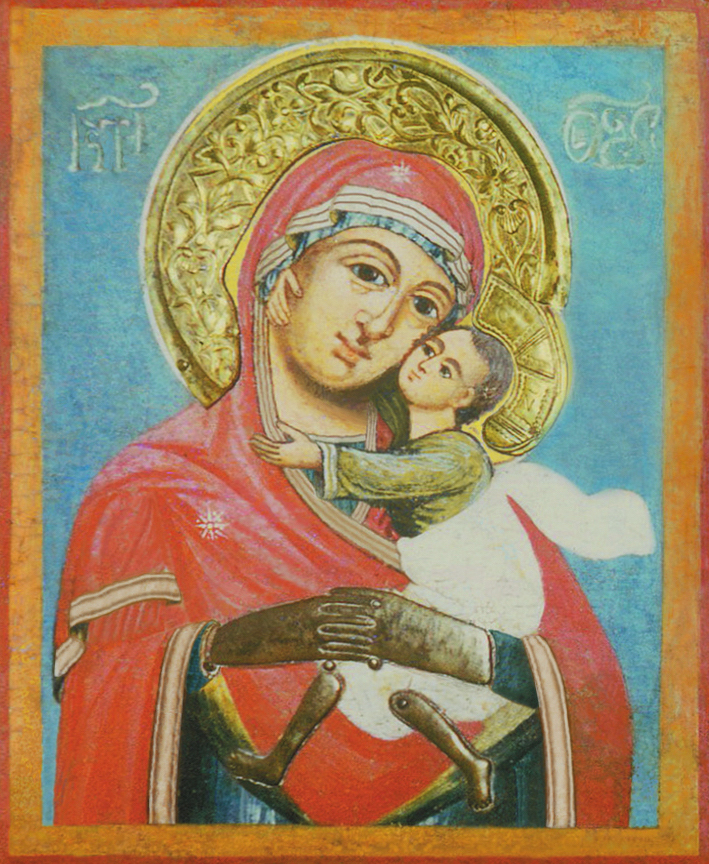
Mère de Dieu (ΜΡ ΘΥ) à l'enfant Jésus en tendresse, icône sur bois de Transylvanie, fin du XVIIIe siècle.
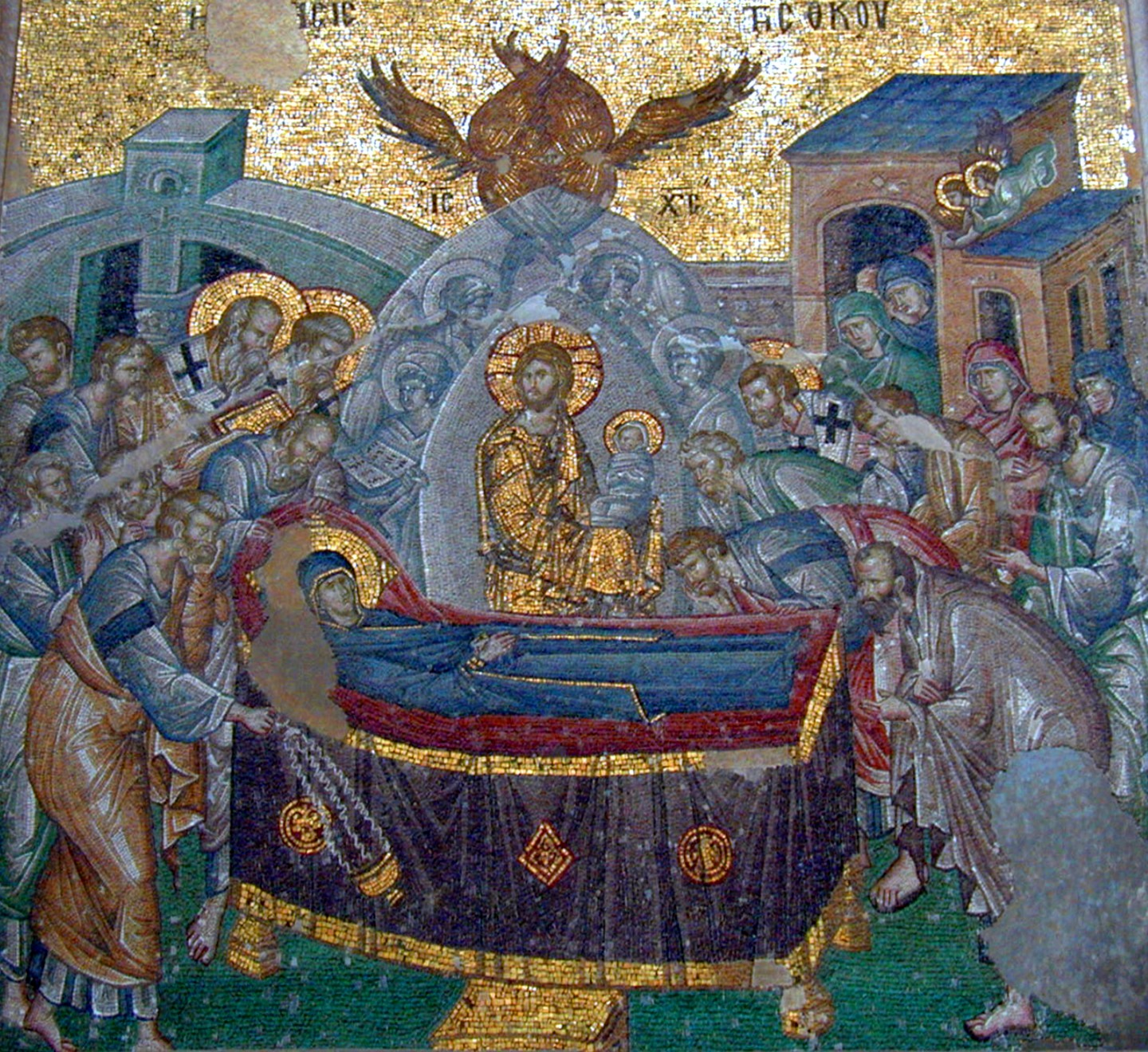
Dormition de la Vierge, mosaïque orthodoxe de l'église Saint-Sauveur-in-Chora, Istanbul.
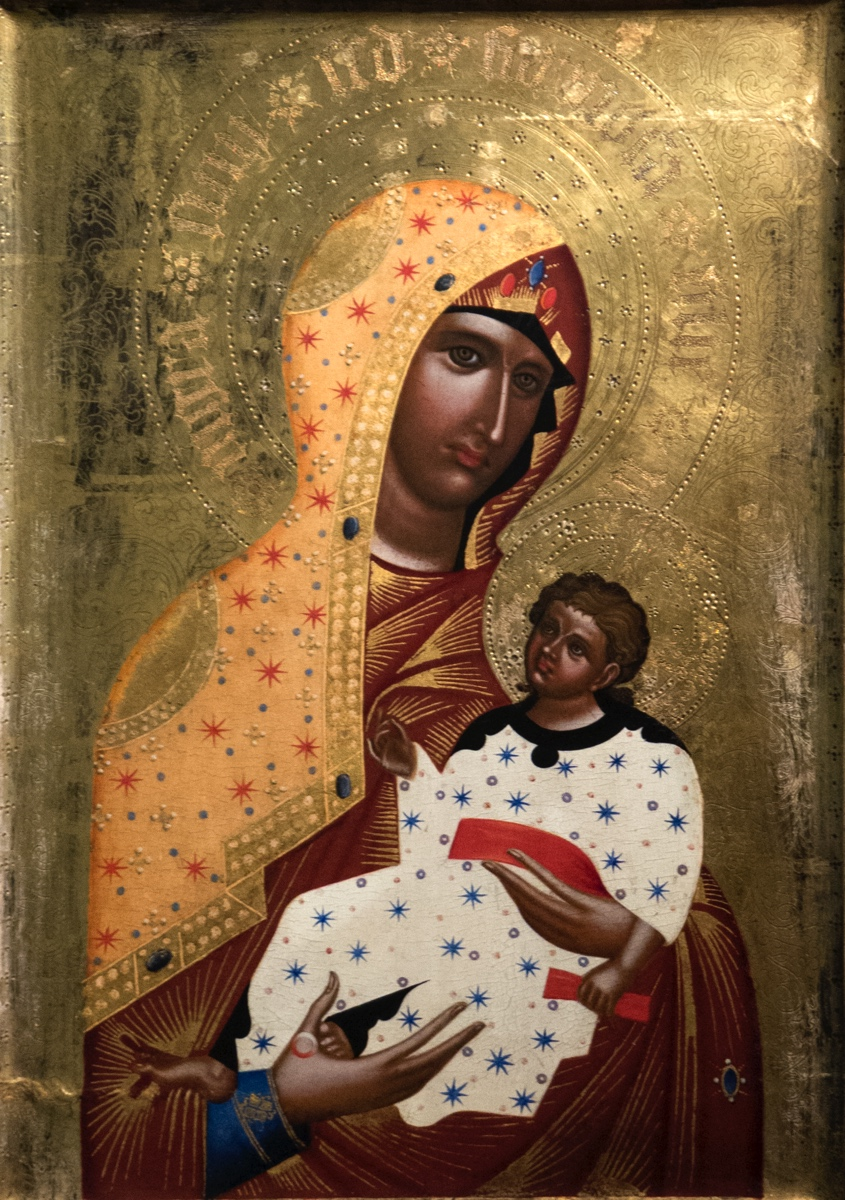
La Vierge noire de Březnice (1396), Galerie nationale de Prague.
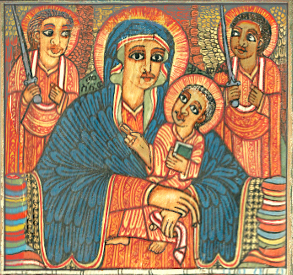
Icône abyssine Théotokos à l'enfant Jésus, musée Paul Delouvrier[41], Évry, France.
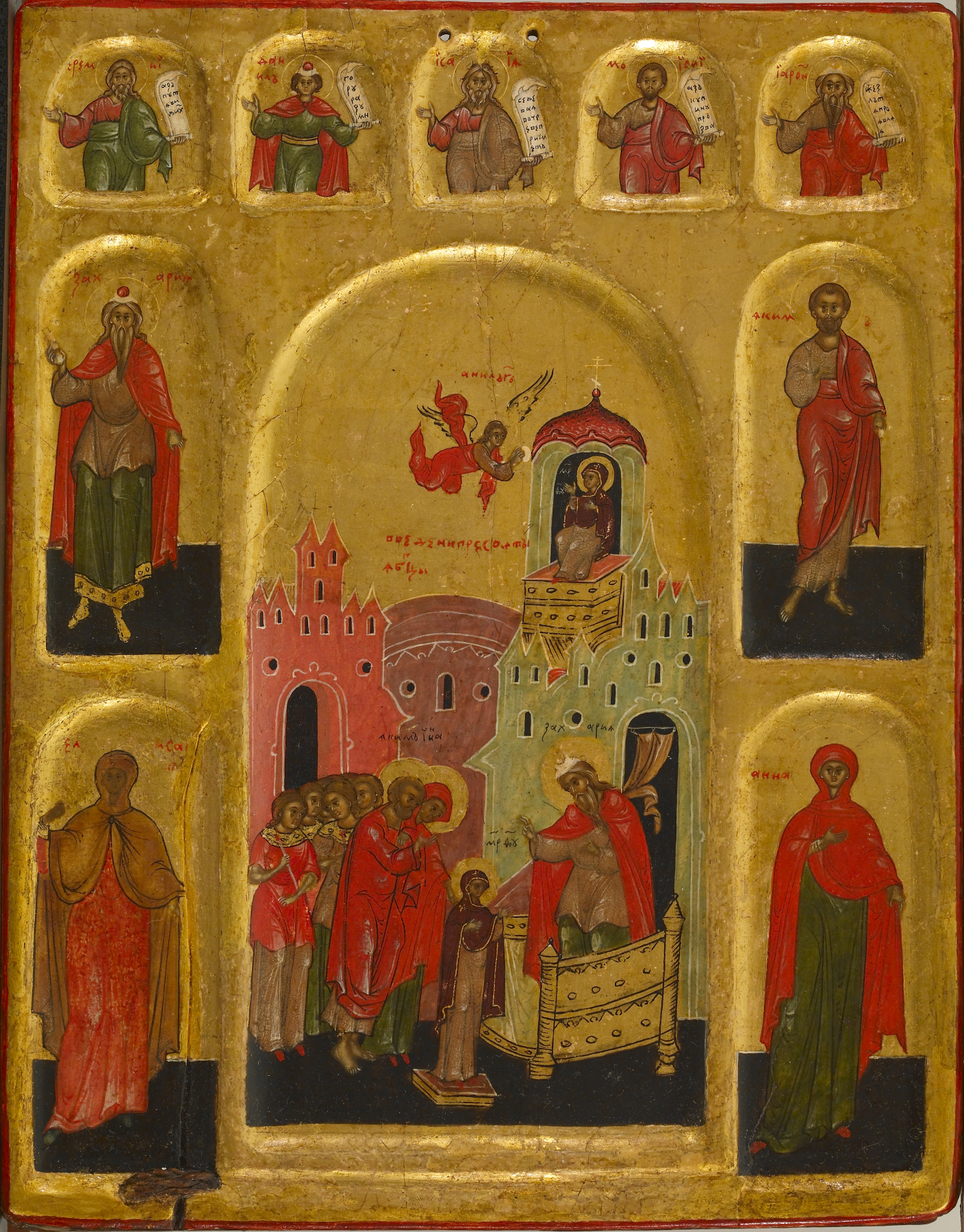
La Présentation de Marie au Temple, épisode qui n'est relaté que par le Protévangile de Jacques. Icône russe, vers 1600, Walters Art Museum.

### Protestantisme

#### Luther et Calvin
Luther insiste sur l'humilité de Marie et son accueil de la grâce. Calvin affirme qu'elle a besoin du pardon, et refuse, à la différence de Luther, de célébrer les fêtes mariales. Il n'accepte pas l'appellation « Mère de Dieu ».
L'adoption des dogmes de l'Immaculée Conception en 1854 et de l'Assomption en 1950 par l'Église catholique creuse un nouvel écart entre elle et les Églises orthodoxes et protestantes qui estiment que ces dogmes établis tardivement ne reflètent pas une réalité historique ou spirituelle mais constituent des excès du culte marial (Mariolâtrie).

#### Méthodisme
Les méthodistes n'ont pas d'écrits officiels ou d'enseignements sur Marie, sauf ce qui est mentionné dans l'Écriture et les enseignements œcuméniques. Ils considèrent essentiellement que le Christ a été conçu dans son sein par l'Esprit-Saint et qu'elle a donné naissance au Christ en étant vierge. John Wesley, le principal fondateur du mouvement méthodiste au sein de l'Église d'Angleterre, estime que Marie « est restée une vierge pure et sans tache ». L’Église méthodiste considère que Marie était vierge avant, pendant et immédiatement après la naissance du Christ.
De ceci, les Églises méthodistes unies rejettent les notions de Marie corédemptrice ou médiatrice. Ils rejettent également la vénération des saints, de Marie et des reliques : ils estiment que le respect et la louange sont réservés à Dieu seul. Cependant, ils approuvent l'étude de la vie de Marie et des biographies de saints, car celles-ci sont considérées comme des exemples pour les bons chrétiens.

### Conception virginale et virginité perpétuelle

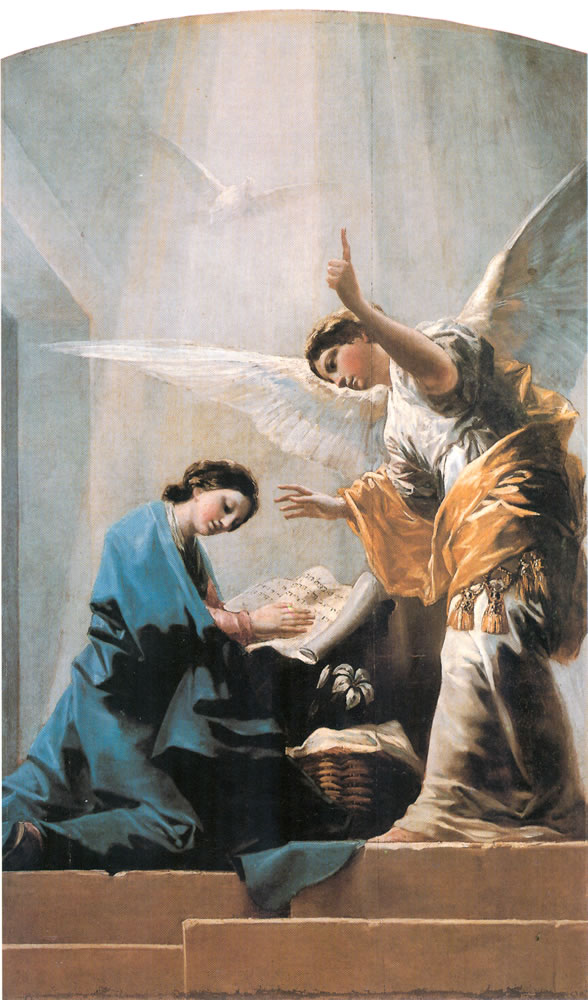
L'Annonciation, par Francisco de Goya (vers 1785).

Les toutes premières mentions de la conception virginale se trouvent dans les prologues des évangiles selon Matthieu et selon Luc, qui s'inspirent chacun de deux traditions différentes. Ces prologues sont des ajouts tardifs, datés habituellement de la fin du Ier siècle, voire du début du IIe. 
À l'exception de ces deux passages, le Nouveau Testament ne fait pas allusion à la naissance de Jésus. Seul Paul l'évoque, dans l'Épître aux Galates (4:4), où il indique que Jésus est « né d'une femme » (il écrit le mot gunê, « femme mariée », et non parthenos, « jeune fille vierge »), sans s'attarder sur les circonstances de cette naissance. 
La conception virginale est affirmée dans le Credo du symbole de Nicée depuis le IVe siècle : « Pour nous les hommes, et pour notre salut, il descendit du ciel ; par l'Esprit-Saint, il a pris chair de la Vierge Marie, et s'est fait homme. »
Söll a récapitulé les points de vue des Pères apostoliques et des premiers Pères de l’Église concernant Marie : Ignace d'Antioche parle dans sa Lettre aux Éphésiens (7, 2) du mystère de la virginité de Marie, qu'il place à côté de ceux de la conception et de la mort du Seigneur. Justin de Naplouse défend surtout la virginité de Marie avant l'enfantement, et introduit pour la première fois un parallélisme entre Ève et Marie (Dialogue, 100, 5) permettant de préciser la contribution de Marie au caractère salvifique de l'incarnation. Irénée de Lyon approfondit la comparaison entre Ève et Marie, définissant Marie comme « avocate d'Ève » (Contre les hérésies II, 22, 4). Tertullien défend la virginité de Marie lors de la conception de Jésus (De monog, 82, De carne Christi, 24) tandis que Clément d'Alexandrie et Origène  soutiennent la virginité perpétuelle de Marie (avant la conception de Jésus, après son enfantement et jusqu'à la fin de la vie de Marie). Hippolyte de Rome parle de la liberté de Marie face au péché. Enfin Irénée de Lyon enseigne que la Vierge Marie est devenue par son obéissance la Nouvelle Ève qui a permis de revenir sur la désobéissance d'Ève lors du péché originel (Contre les hérétiques 19, 1).
Se fondant notamment sur l'ouvrage de Raymond Edward Brown, The Birth of Messiah (1999), Enrico Norelli observe que les « énoncés sur la conception de Jésus par une vierge chez Matthieu et Luc » n'ont « qu'une fonction christologique, et non mariologique » : ils servent à étayer l'idée d'une identité divine de Jésus, qui ne serait pas né comme tout autre être humain, bien plus qu'ils ne procèdent d'une idéalisation de la figure de Marie. Ainsi, au moment où ont été rédigés les évangiles, l'intérêt porté à Marie était « orienté par la personne de Jésus ».
Il n'en va pas de même pour la virginité perpétuelle de Marie, qui est acceptée par les théologies catholique et orthodoxe mais refusée par la majorité des théologies protestantes. Les premiers dirigeants protestants croyaient à la virginité perpétuelle de Marie, notamment Ulrich Zwingli et John Wesley, l'un des fondateurs du méthodisme.
Les évangiles mentionnent les « frères de Jésus » (Mt 12,46 ; Mc 3,31 ; Lc 8,19) qui ont eu des interprétations différentes. L'Église catholique, à la suite de Jérôme, conclut que les « frères de Jésus » étaient des cousins de Jésus (enfants de la sœur de la vierge Marie, que Jérôme identifie avec Marie, femme de Cleopas), tandis que l'Église orthodoxe, à la suite d'Eusèbe et d'Épiphane, affirme qu'ils étaient issus d'un mariage de Joseph antérieur à celui avec Marie.

## Marie en dehors du christianisme

### Hypothèse de la naissance illégitime de Jésus
Selon Enrico Norelli, « au plus tard au IIe siècle, mais vraisemblablement déjà au premier (d'après certains savants, déjà du vivant de Jésus) circulait l'accusation d'une conception adultérine de Jésus ». Jane Schaberg (en), une théologienne américaine, émet l'hypothèse que les évangélistes « Matthieu et Luc auraient travesti en conception surnaturelle ce qui était la suite d'un viol ou d'une union hors mariage ». Les détails biographiques concernant l'enfance de Marie, confiée aux prêtres dès l'âge de trois ans et vouée à une virginité perpétuelle, détails produits dans le Protévangile de Jacques et qui insistent sur la pureté de Marie, étaient destinés initialement à « réfuter des accusations d'illégitimité de Jésus avancées par des juifs non chrétiens » des Ier et IIe siècles.
Daniel Marguerat pense au contraire que les accusations de naissance illégitime sont une réponse polémique à l'affirmation chrétienne de la conception virginale.
Ces accusations se trouvent notamment dans le Discours véritable du philosophe Celse (rapporté par Origène) écrit à la fin du IIe siècle. Celse y affirme que « un juif » lui aurait déclaré Jésus était un enfant adultérin que Marie, pauvre fileuse, aurait eu d'un soldat romain du nom de Pantera. Cette conception s'inscrit dans un contexte polémique, Celse parlant de la doctrine chrétienne comme d'une "doctrine barbare et nuisible au genre humain."
Jusqu'au milieu du IIe siècle, ces rumeurs s'inscrivent dans un processus de séparation, non pas entre juifs et chrétiens, mais entre les pharisiens-tannaïtes et les chrétiens d'origine juive. Il ne s'agit pas encore du conflit plus général qui éclate à partir des années 135-140 et voit cette fois s'opposer les deux religions.

### Marie dans l'islam

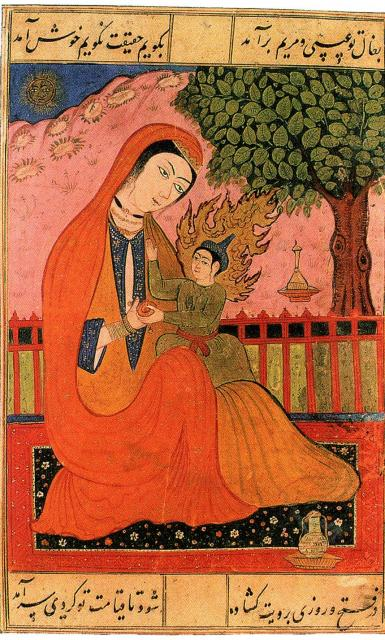
Miniature persane de Marie et Jésus.

Maryam, Mariam ou Meryem (en arabe : مريم), est le nom de la mère de Îssâ (nom de Jésus dans le Coran). Elle est la fille d'Imran (Joachim), et est aussi appelée « sœur d'Aaron ».
La sourate 19 se nomme « Marie » ( مريم),.
Guillaume Dye souligne le fait que Marie, mentionnée 33 fois dans le Coran, l'est plus dans ce livre sacré que dans le Nouveau Testament. Selon Claude Gilliot, « la place que Marie occupe dans les apocryphes chrétiens, c'est le terreau du Coran » ; le Protévangile de Jacques par exemple (apocryphe du IIe siècle), fait de Marie un personnage central, et aurait inspiré en particulier le récit de l'Annonciation dans le Coran (sourate 19, versets, 17-21).
La mère de Jésus est considérée comme vierge dans le Coran, tournée vers Dieu dès sa naissance, jamais fiancée ou mariée (mais seulement protégée et guidée par Zakarie, « Zakaria » (en arabe : زكريا). Le Coran reprend une tradition proche de celle retenue par la « Grande église » sur la conception miraculeuse de Jésus (ou Îsâ) par l'action du souffle de Dieu (Rûh).
Le prophète Mahomet la décrit comme étant l'une des rares femmes ayant atteint le degré de « perfection », à travers sa dévotion intense à Dieu et sa patience lors de l’épreuve de l'enfantement miraculeux, que sa communauté accueillera par la suspicion et l'accusation. Le Coran la présente à l'opposé des femmes maudites de Loth et de Noé, comme l'une des deux femmes bien accueillies au paradis, elle et Assiya (l'épouse du pharaon rencontré par Moïse), dans la sourate « Les femmes » et dans la sourate dite de « la table servie ». Selon Michael Marx, le respect à l'égard de Marie renforce l'image positive de Jésus dans le Coran.

## Le culte marial

### Culte de Marie dans les Églises catholique et orthodoxe

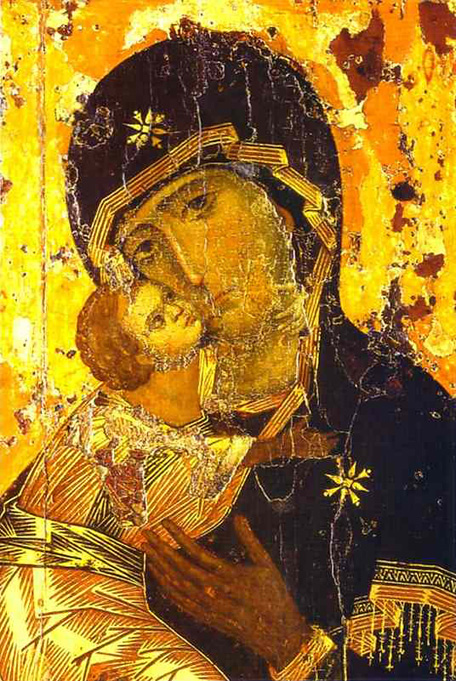
Vierge de Vladimir, icône du XIIe siècle, galerie Tretiakov, Moscou.

Il semble que Marie n'a fait l'objet d'aucune dévotion particulière dans les débuts du christianisme. Le culte marial se développe à partir du IIIe siècle en Orient et Ve siècle en Occident,.
Étant donné son assomption, la vénération se porte non pas sur les traditionnelles reliques corporelles, mais sur des reliques de contact (vêtements funèbres, ceinture…).
De nombreuses églises et sanctuaires mariaux revendiquent la possession de ce type de reliques en se fondant sur des récits légendaires issus de traditions probablement originaires de Jérusalem, comme le vêtement de la Vierge conservé dans l'église Sainte-Marie-des-Blachernes.
Au cours des siècles, de nombreux miracles et « apparitions » ont été attribués à Marie dans l'Église catholique, qui n'en a toutefois reconnu que 15 en 2025. Plusieurs sites d'apparitions mariales sont devenus des lieux de pèlerinages importants (Guadalupe, Médaille miraculeuse, Lourdes, La Salette, Fatima). Certains ont revendiqué des guérisons après avoir prié Marie. L'Église catholique indique que « par son intercession répétée [Marie] continue à nous obtenir les dons qui assurent notre salut éternel ».

### Les Églises protestantes
Sans vénération et dévotion comme les catholiques et les orthodoxes, l'Église anglicane reconnait tout de même la maternité divine, la virginité et la sainteté exemplaire de Marie, et la position luthérienne affirme qu’un protestant peut exprimer avec joie dans sa foi la place que le Credo attribue à Marie. Il est à même de louer Dieu pour ce qu’il a donné à Marie d’être et de faire.

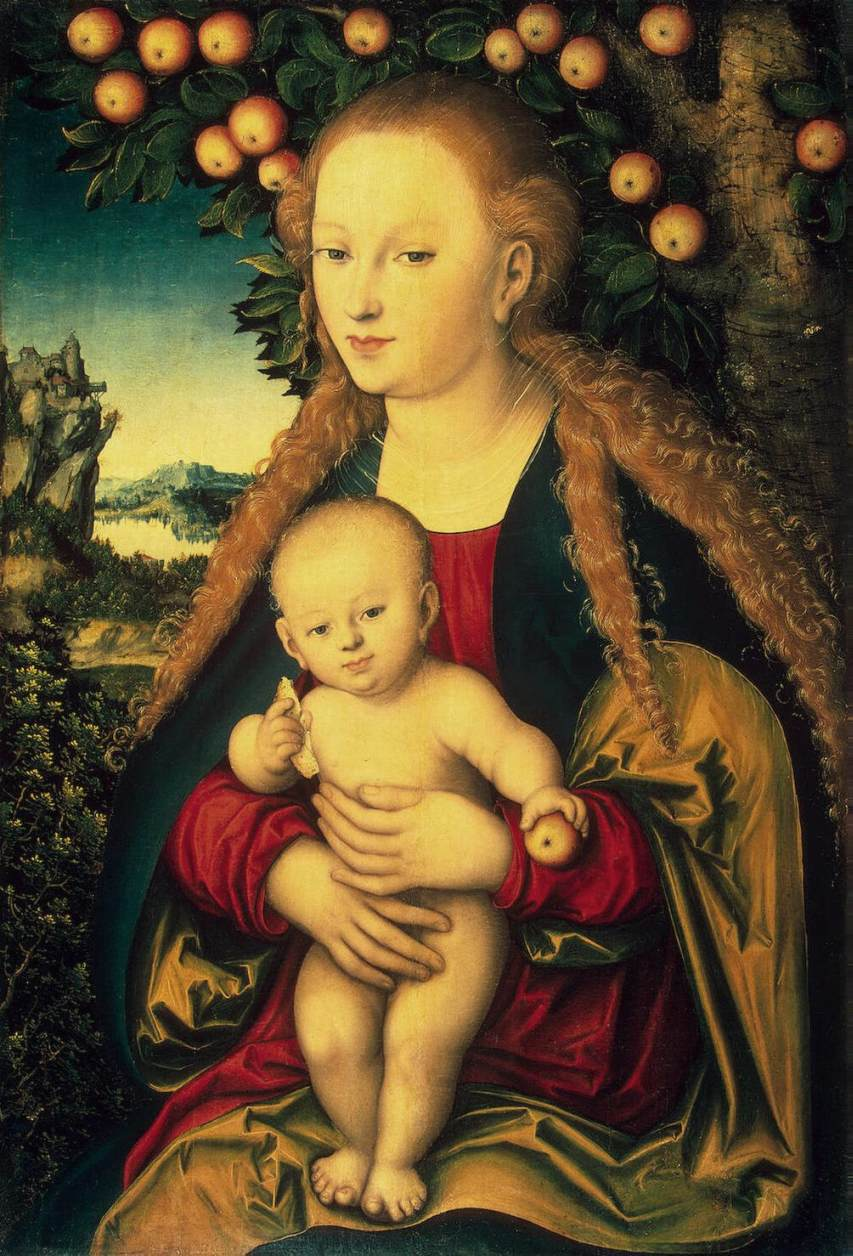
La Vierge et l'Enfant Jésus sous le pommier, par Lucas Cranach l'Ancien (v. 1530), musée de l'Ermitage, Saint-Pétersbourg.

Cela étant, les théologiens protestants ont tendance à souligner le fait que le culte marial, et certains aspects de la théologie mariale qui le justifient, ne sont étayés par aucun texte biblique. Le pasteur de l'Église réformée Alain Houziaux rend compte de cette divergence dans ces termes : « Il est bien évident que le développement de la théologie mariale n'a pas son fondement dans l'Écriture sainte. Quel problème cela peut-il poser ? Aucun pour l'Église catholique. Pour celle-ci, la source de la vérité promulguée et révélée ne réside pas seulement dans l'Écriture mais aussi dans la Tradition et le Magistère ».
De plus, le protestantisme ne reconnaît pas Marie comme médiatrice, intermédiaire entre le Christ et les hommes ; le culte marial perd ainsi sa justification. Selon Alain Houziaux, dans le catholicisme, « c'est Marie qui a pris la place qui était primitivement dévolue au Christ. Au fond, c'est elle qui est devenue médiatrice, rédemptrice, avocate auprès du Juge suprême. […] Certes, la théologie [catholique] officielle ne substitue jamais Marie au Christ qui reste unique Médiateur conformément à ce que dit 1 Timothée 2,5. […] Mais la piété populaire, peut-être parce qu'elle n'a jamais compris et admis la théologie du sacrifice vicaire et rédempteur du Christ, voit en la Vierge Marie l'image du pardon, du salut et de la miséricorde et substitue souvent cette image à celle du Christ trop complexe et incompréhensible puisqu'il est à la fois crucifié et Juge, victime et Tout puissant, homme et Dieu ».
Certains chrétiens évangéliques, considèrent Marie comme une simple servante du Seigneur qui ne peut donc pas posséder de pouvoir, guérir les gens ou révéler des choses nouvelles. Toujours selon ces théologiens évangéliques, les miracles attribués à Marie ne permettent pas de rapprocher quelqu'un du Dieu de la Bible et ne peuvent donc être considérés comme étant d'origine divine.

### Critique et analyse du culte marial

#### Point de vue de Calvin
Jean Calvin, dans son Traité des reliques (1543), « énumère les nombreuses reliques dont les églises d’Europe se font les sanctuaires et dont l’amoncellement suffit à les dévaloriser, quand ce n’est pas le ridicule de certaines pièces. Calvin écrit par exemple à propos des « reliques de la Grotte du Lait », et donc du lait de Marie vénéré dans les églises, que « tant y a que si la sainte vierge eût été une vache et qu’elle eût été nourrice toute sa vie, à grand peine en eût-elle pu rendre telle quantité »,. En effet, d'innombrables couvents et villes exposent, dit Calvin, des fioles contenant du lait de Marie.

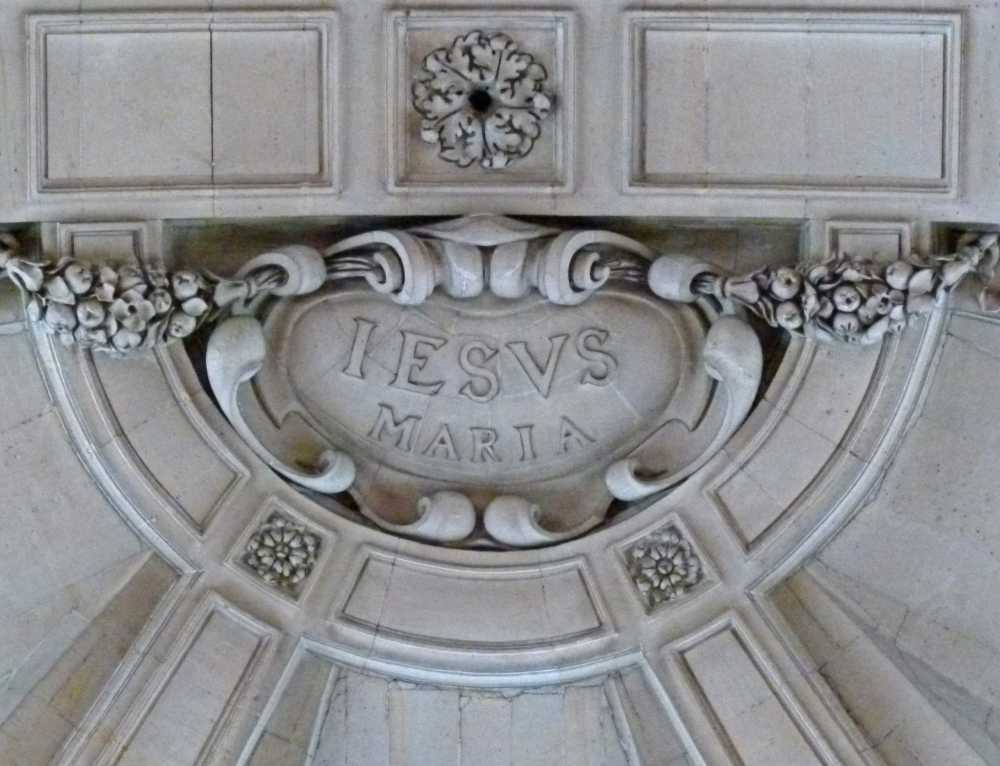
Iesus Maria, devise des Oratoriens, dans le Temple protestant de l'Oratoire du Louvre, Paris.

#### Conception de la femme
Le refus du culte marial a partie liée dans le protestantisme avec une réhabilitation de la sexualité et une conception de la femme différente de celle du catholicisme : en revalorisant « le corps et l'amour charnel, Luther rompait définitivement avec l'idéalisation de la femme dans le culte marial et avec sa diabolisation en tant que pécheresse et séductrice ». « Marie immaculée heurte non seulement la foi des protestants mais elle entre aussi en complète confrontation avec leur idéal féminin. Dès la Réforme, ceux-ci privilégient le mariage au célibat, le travail à la contemplation, et font de la femme, bonne ménagère éduquée, une aide et une alliée de l’homme. La sexualité s’en trouve peu à peu complètement réhabilitée, ouvrant la voie à une évolution plus générale des rapports hommes-femmes. Ni Ève ni Marie devient ainsi l’un des slogans de la pensée féministe chrétienne. La formule, utilisée comme titre d’un ouvrage paru à la fin des années 1990, exprime le refus de porter le poids de la faute et de la condamnation d’Ève, archétype de la femme, ou encore d’être jugée à l’aune du modèle de soumission qu’a pu être Marie ».

## Art consacré à Marie

### Architecture

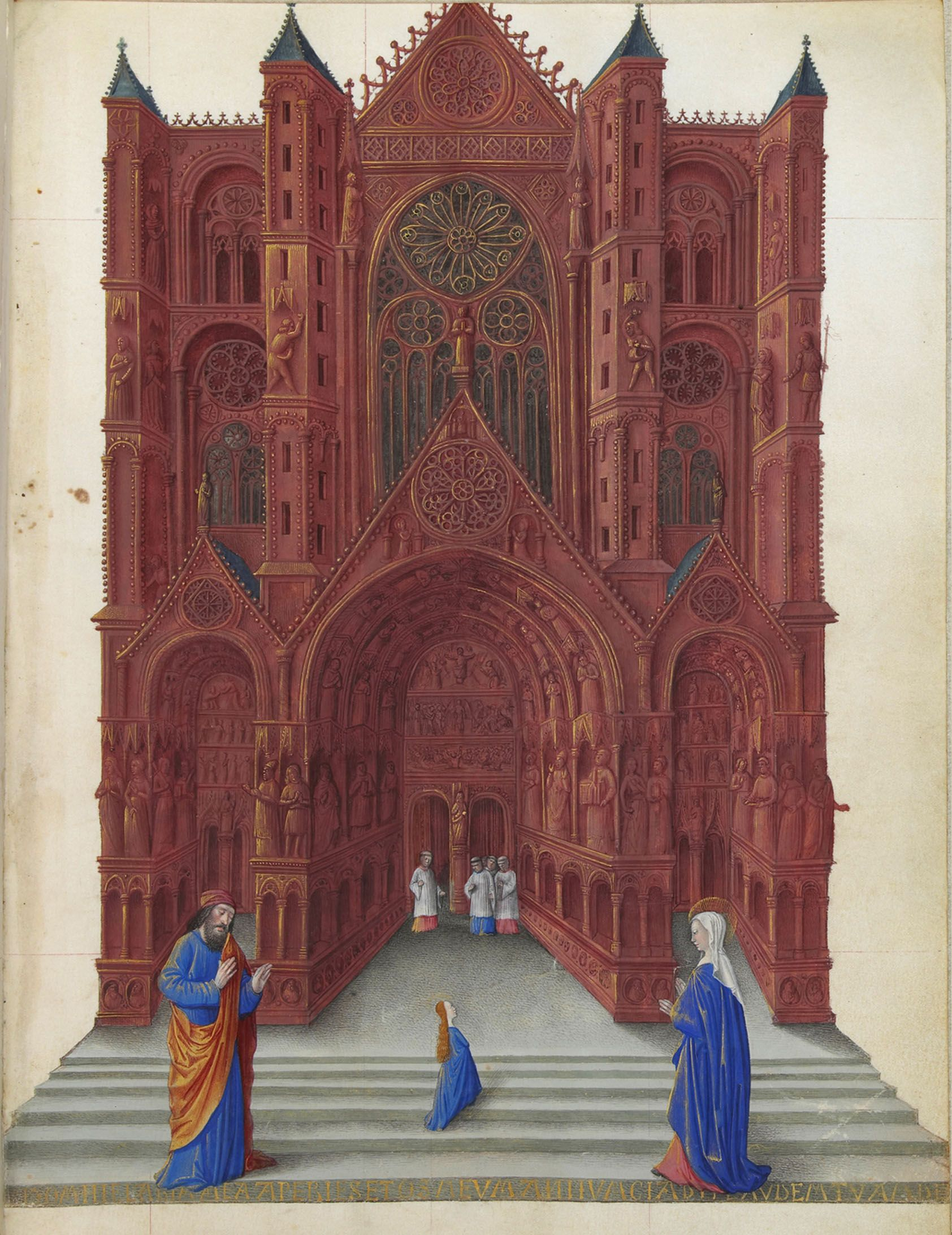
Présentation de la Vierge au Temple, enluminure de Jean Colombe folio 137r, Les Très Riches Heures du duc de Berry.

De très nombreuses cathédrales et églises sont dédiées à Marie. Par exemple, parmi les plus connues, à Rome, Sainte-Marie-Majeure, et en France, des cathédrales gothiques comme Notre-Dame de Strasbourg, Notre-Dame de Paris, Notre-Dame de Chartres, Notre-Dame d'Amiens ou Notre-Dame de Reims.

### Peintures et fresques
- Naissance de la Vierge d’Annibale Carrache (1605-1609)
- Le thème de l'Éducation de la Vierge
- Le Couronnement de la Vierge Marie de Fra Angelico (XVe siècle)
- Diverses Annonciations de Fra Angelico.
- La Nativité et plusieurs Vierge à l'Enfant du Maître de Moulins (Renaissance)
- La Madone Sixtine de Raphaël (Renaissance)
- Madonna Benois de Léonard de Vinci (Renaissance)
- Vierge Alzano (ou Vierge à l'Enfant) de Giovanni Bellini (Renaissance)

### Sculptures
- Pietà de Michel-Ange (renaissance)
- Madone de Bruges de Michel-Ange

### Tapisserie
- Tentures de la Vie de la Vierge de Gauthier de Campes

### Musique

#### Chants grégoriens
- O, Gloriosa Domina de Venance Fortunat, hymne des fêtes de la Vierge Marie (VIe siècle)
- Alma Redemptoris Mater, hymne du temps de l'Avent (XIe siècle);
- Ave Regina caelorum, hymne du temps de Noël (XIIe siècle);
- Regina caeli, laetare, hymne du temps de Pâques (XIIIe siècle)
- Salve Regina, hymne du temps liturgique ordinaire.
- Stabat Mater dolorosa, séquence du Vendredi-Saint et de la fête de la Vierge des douleurs du 15 septembre.
- Ave Maris Stella, hymnes de Vêpres de certaines fêtes de Marie (VIIIe siècle)

#### Musique sacrée
- Hymne à la Vierge Marie de Claudio Monteverdi. (XVIe – XVIIe siècle)
- Stabat Mater de Antonio Vivaldi, Pergolèse, Domenico Scarlatti, Luigi Boccherini (XVIIIe siècle);
- Stabat Mater de Antonin Dvorak (XIXe siècle)
- Litanies à la Vierge noire de Francis Poulenc (XXe siècle)
- Hymne à la Vierge de Benjamin Britten.

#### Ouvrages
- Pascal-Raphaël Ambrogi, en collaboration avec Dominique Le Tourneau, Dictionnaire encyclopédique de Marie, éditions Desclée de Brouwer, 2015.
- Schalom Ben-Chorin, Marie : un regard juif sur la mère de Jésus, préf. Michel Leplay, Desclée de Brouwer, 2001
- Raymond Leopold Bruckberger, Marie, mère de Jésus-Christ, Éditions Albin Michel, 14 mars 1991, 212 p.
- Élian Cuvillier, Marie. Qui donc es-tu ? Un regard protestant, Bière, Cabédita, 2015 (2e éd.).
- Daniel-Ange, Touche pas à ma Mère ! Marie, vierge toujours, éd. de l'Emmanuel, 2005  (ISBN 978-2-86679-408-8)
- Groupe des Dombes, Marie dans le dessein de Dieu et la communion des saints. Dans l’histoire et l’Écriture. Controverse et conversion, Bayard-Centurion, 1998 et 1999 (ISBN 978-2227310926). Les deux ouvrages ont été réunis en un volume.
- Michel Dousse, Marie la Musulmane, Éditions Albin Michel, coll. « L'islam des lumières », avril 2005, 267 p. (ISBN 978-2-226-15903-8), p. 267.
- André Dumas et Francine Dumas, Marie de Nazareth, Labor et Fides, 1989.
- Jean-Paul II, Le Rosaire de la Vierge Marie : Lettre apostolique du Pape Jean-Paul II à l'Episcopat, au clergé et aux fidèles sur le Rosaire, Salvator, 20 octobre 2002, 52 p. (ISBN 978-2-7067-0334-8).
- Marie-Joseph Le Guillou, Marie, Paris/Les Plans-sur-Bex (Suisse), Parole et Silence, coll. « MJ LE GUILLOU », 25 mai 2007, 184 p. (ISBN 978-2-84573-577-4).
- Michel Leplay, Le Protestantisme et Marie : une belle éclaircie, Labor et Fides, 2000
- Vladimir Lossky et Saulius Rumsas, Essai sur la théologie mystique de l'Église d'Orient, Cerf, coll. « Patrimoines Orthodoxie », 13 janvier 2005 (1re éd. 1944) (ISBN 978-2-204-07186-4).
- Bertrand de Margerie, Le Cœur de Marie, cœur de l'Église : Essai de synthèse théologique, Téqui, 2000 (1re éd. 1967).
- Cardinal Carlo Maria Martini, Marie souffre encore, coll. « Prier Marie Poc », 20 mars 1998 (ISBN 978-2-85049-739-1).
- Simon Claude Mimouni, Dormition et assomption de Marie : Histoire des traditions anciennes, Beauchesne, 1997
- Hendro Munsterman, Marie corédemptrice ?, éditions du Cerf, 2006
- Enrico Norelli, Marie des apocryphes. Enquête sur la mère de Jésus dans le christianisme antique, Genève, Labor et Fides, 2009, p. 9  (ISBN 978-2-8309-1340-8) Aperçu sur Google books
- Jaroslav Pelikan, Mary Through the Centuries: Her Place in the History of Culture, Yale University Press, 1996  (ISBN 0-300-06951-0)  (ISBN 9780300069518)
- Karl Rahner, Marie Mère du Seigneur, Éditions de l’Orante, 1964.
- Joseph Ratzinger, Hans Urs von Balthasar, Marie, première Église, Médiaspaul, 1998
- Edward Schillebeeckx, o.p., Marie, mère de la Rédemption, Cerf, 1963
- Max Thurian, Marie, mère du Seigneur, figure de l'Église, Presses de Taizé, 1970
- Catherine O'Brien, Celluloid Madonna: Des Écrits à l'écran - enquête sur le portrait filmique de la Vierge Marie (2011, (ISBN 9780231501811)). Londres; New York: Wallflower Press[80],[81].

#### Articles
- Alain Houziaux, « Le culte de la vierge Marie, pourquoi ? », sur protestantsdanslaville.org, Protestants dans la Ville, 5 octobre 2005 (consulté le 19 décembre 2014).
- Élie Mélia, Cahier d'Orgemont, vol. 58, novembre-décembre 1966 (lire en ligne), « Marie dans l'Église orthodoxe ». Exposé de l'archiprêtre Élie Mélia dans le cadre des rencontres du Groupe d'échanges et de travaux œcuméniques.
- Thierry Murcia, « Marie de Magdala et la mère de Jésus », dans Revue des Études Tardo-antiques, Figures du premier christianisme : Jésus appelé Christ, Jacques “frère du Seigneur”, Marie dite Madeleine et quelques autres, (Textes de la session scientifique THAT, Paris-Sorbonne, 3 février 2018), Supplément 6, 2018-2019, p. 47-69

### Sources bibliques
1. ↑  Galates 4,4–
2. ↑  Marc 6,3–
3. ↑  Luc 1,26–27
4. ↑  Matthieu 1,16–18
5. ↑  Luc 1,27–38
6. ↑  Matthieu 1,18–25
7. ↑  Luc 1,39–56
8. ↑  Luc 2,21–35
9. ↑  Matthieu 2,1–23
10. ↑  Luc 2,41–51
11. ↑  Actes des apôtres 1,14–
12. ↑  Luc 2,4–
13. ↑  Jean 19,26–27

### Sources coraniques
1. ↑  Le Coran, « Marie », XIX, 29, (ar) مريم
2. ↑  Le Coran, « Marie », XIX, (ar) مريم
3. ↑  « Le Messie, Jésus, fils de Marie, est l'Apôtre de Dieu et son verbe qu'il jeta dans Marie : il est un esprit venant de Dieu. » Le Coran, « Les Femmes », IV, 169, (ar) النساء
4. ↑  « Les femmes » verset 171
5. ↑  « la table servie » versets 116 et 117.